# Donald Ray Pollock
Donald Ray Pollock (Knockemstiff, Ohio, 1954) és un escriptor estatunidenc.
Després de treballar fins a cinquanta anys en una fàbrica de paper, va abandonar la feina manual per a dedicar-se a l'escriptura. Es va estrenar amb la col·lecció d'històries curtes Knockemstiff, el 2008, que es basa en les seves experiències d'haver crescut a Knockemstiff, Ohio. La primera novel·la, The Devil All the Time (El diable a cada pas), va ser publicada el 2011 amb un gran èxit de crítica. El mateix Pollock va ser el responsable de l'adaptació cinematogràfica el 2020.

## Biografia
Nascut el 1954 i criat a Knockemstiff, Ohio, Pollock ha viscut tota la seva vida adulta a Chillicothe, Ohio, on va treballar al Mead Paper Mill com a treballador i conductor de camions fins a cinquanta anys. Es va graduar a la Universitat d'Ohio-Chillicothe. Mentre era allà, Pollock va publicar la col·lecció de contes Knockemstiff, i el New York Times va publicar regularment les seves cròniques electorals des del sud d'Ohio durant tota la campanya del 2008. The Devil All the Time (El diable a cada pas), la primera novel·la, va ser publicada el 2011. La seva obra ha aparegut en diverses revistes literàries, incloent-hi Epoch, Sou'wester, Granta, Third Coast, River Styx, The Journal, Boulevard, Tin House i PEN America. El seu darrer llibre, una novel·la anomenada The Heavenly Table (El banquet celestial), va ser publicat el 2016. Va ser guardonada amb el primer lloc en la categoria Internacional de la Deutscher Krimi Preis el gener de 2017.

## Recepció
La ficció de Pollock ha estat descrita com a «Hillbilly Gothic» i «Southern Ohio Gothic», i ha rebut crítiques positives dels crítics. Knockemstiff va ser guardonat amb el premi PEN/Robert Bingham, i ha estat publicat a França, Alemanya, Països Baixos, Espanya, Itàlia i Anglaterra. Sobre The Devil All The Time, Vick Mickunas va escriure a The Washington Independent Review of Books que «hi ha una altra identitat dels personatges de Pollock que aquest crític troba estranyament convincent. És possible que no siguem capaços de relacionar-nos amb la violència, però comprenem la humanitat..., els defectes, els enganys, els somnis aixafats, l'esperança que s'alça com una flor delicada de les cendres». D'altra banda, Josh Ritter, un cantant folk americà que va ressenyar la novel·la per a la New York Times Book Review, es va sentir una mica aclaparada per la violència, però en va lloar la prosa. Des de 2015, el llibre ha estat traduït a vint-i-una llengües.